# 나를 먹고 싶은, 괴물
《나를 먹고 싶은, 괴물》(일본어: 私を喰べたい、ひとでなし)는 나에카와 사이에 의한 일본의 만화 작품. 《전격마왕》(KADOKAWA)에서, 2020년 10월호부터 연재 중. 약칭은 「와타타베」(일본어: わたたべ).
많은 요괴를 끌어들이는 혈육을 가진 소녀 히나코 아래, 그녀를 먹고 싶다는 인어의 시오리가 나타나, 히나코가 성숙 할 때까지 다른 요괴로부터 그녀를 지키고, 어쨌든 먹으면 약속하는 곳에서 시작되는 이야기.
2021년 6월에는 제2권의 발매 기념으로 본작의 이미지 PV가 공개되었다. 또 백합 내비게이션의 제5회 백합만화 총선거의 스토리 부문에서 9위로 선정됐다. TV 애니메이션이 2025년 10월부터 방송 예정.

## 줄거리
과거 사고로 가족을 잃고 마음에 어두운 그림자를 떨어뜨린 채 날마다 보내던 히나코 밑에 어느 때 인어의 소녀시오리가 나타난다. 히나코의 혈육은 요괴들에게 있어서는 특별히 맛있고, 시오리도 히나코가 성숙할 때까지 외적으로부터 히나코를 지키기 위해 왔다고 한다. 사고 이후 막연히 죽기를 원했던 히나코는 그것을 받아들여 먹을 수 있는 날을 기다리게 된다.

## 등장인물
음성의 항은 TV 애니메이션판에 있어서의 성우.
야오토세 히나코 (일본어: 八百歳 比名子)
성우 - 우에다 레이나
본작의 주인공. 해변의 거리에서 혼자 생활을 하고 있는 여고생.
오우미 시오리 (일본어: 近江 汐莉)
성우 - 이시카와 유이
히나코 밑에 나타난 인어 소녀.
야시로 미코 (일본어: 社 美胡)
성우 - 파이루즈 아이
히나코의 클래스 메이트에서 소꿉친구. 정체는 "여우님"으로 알려진 인구의 요괴.

## 스타일
본작의 무대는 해변의 온화한 시골마을의 이미지로 설정되어 있지만, 일부는 에히메현 이요시 등 작자의 묘가와의 현지인 중예 지방이 모델이 되고 있다.
어두운 소녀들의 닮은 관계가 그려져 있다.

## 서지 정보
- 나에카와 사이 《나를 먹고 싶은, 괴물》 KADOKAWA 〈전격 코믹스 NEXT〉, 기간 10권 (2025년 5월 27일 현재)
  1. 2021년 2월 27일 발매[12][13], ISBN 978-4-04-913658-6
  2. 2021년 6월 25일 발매[14][6], ISBN 978-4-04-913873-3
  3. 2021년 11월 27일 발매[10], ISBN 978-4-04-914079-8
  4. 2022년 5월 27일 발매[15], ISBN 978-4-04-914429-1
  5. 2022년 9월 26일 발매[16], ISBN 978-4-04-914606-6
  6. 2023년 3월 27일 발매[17], ISBN 978-4-04-914947-0
  7. 2023년 8월 25일 발매[18], ISBN 978-4-04-915196-1
  8. 2024년 2월 26일 발매[19], ISBN 978-4-04-915531-0
  9. 2024년 10월 25일 발매[20], ISBN 978-4-04-916065-9
  10. 2025년 5월 27일 발매[21], ISBN 978-4-04-916495-4

## TV 애니메이션
2025년 10월부터 AT-X 외에서 방송 예정. 애니메이션 제작은 스튜디오 링스로, 시리즈 원청이 되는 것은 본작이 처음이다.

### 스태프
- 총감독 - 쿠즈야 나오유키[1]
- 감독 - 스즈키 유스케[1]
- 시리즈 구성·각본 - 히로타 미츠타키(일본어:広田光毅)[1]
- 캐릭터 디자인 - 이쿠야마 소우[1]
- 색채 설계 - 미즈노 타에코[8]
- 미술 감독 - 쿠도 요시타카[8]
- 촬영 감독 - 타케하라 켄지[8]
- 3DCG - 시다 지시로[8]
- 편집 - 타키가와 미사토[8]
- 음향 감독 - 나야 료스케[1]
- 음향 효과 - 사이토 미치요[8]
- 음악 - 이나이 케이지(일본어:井内啓二)[1]
- 애니메이션 프로듀서 - 타카기 히데히토[8]
- 프로듀스 - 인피니트(일본어:インフィニット (企業))[1]
- 애니메이션 제작 - 스튜디오 링스(일본어:スタジオリングス)[1]

### 주제가
제물-nie-(일본어: 贄-nie-)
요시노에 의한 오프닝 주제가. 작사·작곡은 유리이 카논, 편곡은 유리이 카논, Naoki Itai.
릴리(일본어: リリィ)
야오토세 히나코(CV. 우에다 레이나)에 의한 엔딩 주제가. 작사·작곡은 키타자와 유우호, 편곡은 사토 아츠히토.

## 참고문헌
- 나에카와 사이 (2021년 2월 27일). 《나를 먹고 싶은, 괴물 1》. 전격 코믹스 NEXT. KADOKAWA. ISBN 978-4-04-913658-6.